# Irwin (Carolina del Sud)
Irwin és una concentració de població designada pel cens dels Estats Units a l'estat de Carolina del Sud. Segons el cens del 2000 tenia 1.343 habitants.

## Demografia
Segons el cens del 2000, Irwin tenia 1.343 habitants, 528 habitatges i 400 famílies. La densitat de població era de 174 habitants/km².
Dels 528 habitatges en un 31,6% hi vivien nens de menys de 18 anys, en un 58,1% hi vivien parelles casades, en un 12,9% dones solteres, i en un 24,2% no eren unitats familiars. En el 20,5% dels habitatges hi vivien persones soles el 9,8% de les quals corresponia a persones de 65 anys o més que vivien soles. El nombre mitjà de persones vivint en cada habitatge era de 2,54 i el nombre mitjà de persones que vivien en cada família era de 2,9.
Per edats la població es repartia de la següent manera: un 24,6% tenia menys de 18 anys, un 7,9% entre 18 i 24, un 28,4% entre 25 i 44, un 22,6% de 45 a 60 i un 16,4% 65 anys o més.
L'edat mediana era de 37 anys. Per cada 100 dones de 18 o més anys hi havia 86 homes.
La renda mediana per habitatge era de 42.083 $ i la renda mediana per família de 45.625 $. Els homes tenien una renda mediana de 28.750 $ mentre que les dones 22.167 $. La renda per capita de la població era de 16.673 $. Entorn del 6,6% de les famílies i el 6,5% de la població estaven per davall del llindar de pobresa.

## Poblacions més properes
El següent diagrama mostra les poblacions més properes.